# Zhuxian, Henan
Zhuxian (kinesiska: 朱仙, 朱仙镇) är en köping i Kina. Den ligger i provinsen Henan, i den centrala delen av landet, omkring 58 kilometer öster om provinshuvudstaden Zhengzhou. Antalet invånare är 32 326. Befolkningen består av 15 893 kvinnor och 16 433 män. Barn under 15 år utgör 22,0 %, vuxna 15-64 år 70 %, och äldre över 65 år 7,0 %.
Genomsnittlig årsnederbörd är 681 millimeter. Den regnigaste månaden är juli, med i genomsnitt 182 mm nederbörd, och den torraste är januari, med 4 mm nederbörd.